# Orzeł Ząbkowice Śląskie
Orzeł Ząbkowice Śląskie – polski klub piłkarski z siedzibą w Ząbkowicach Śląskich, założony w 1946 roku. Po sezonie 2006/2007 zespół awansował do III ligi, w której występował jeden sezon zajmując 9. miejsce.

## Informacje ogólne
- Pełna nazwa: Klub Sportowy Orzeł Ząbkowice Śląskie
- Rok założenia: 1946
- Barwy klubowe: biało-niebieskie
- Adres: ul. Kusocińskiego 17, 57-200 Ząbkowice Śląskie
- Stadion: Stadion OSiR w Ząbkowicach Śląskich

pojemność: 2600 (w tym 2500 miejsc siedzących)
oświetlenie: brak
wymiary boiska: 100 m × 66 m

## Sukcesy
- Awans do III ligi w sezonie 2006/2007